# Heliophanus transvaalicus
Heliophanus transvaalicus är en spindelart som beskrevs av Simon 1901. Heliophanus transvaalicus ingår i släktet Heliophanus och familjen hoppspindlar. Inga underarter finns listade i Catalogue of Life.